# Santa Olaya
Santa Olaya es un barrio ubicado en el municipio de Bayamón en Puerto Rico. En el Censo de 2010 tenía una población de 6057 habitantes y una densidad poblacional de 679,04 personas por km².

## Geografía
Santa Olaya se encuentra ubicado en las coordenadas 18°19′2″N 66°9′53″O / 18.31722, -66.16472. Según la Oficina del Censo de los Estados Unidos, Santa Olaya tiene una superficie total de 8.92 km², que corresponden a tierra firme.

## Demografía
Según el censo de 2010, había 6057 personas residiendo en Santa Olaya. La densidad de población era de 679,04 hab./km². De los 6057 habitantes, Santa Olaya estaba compuesto por el 79.15% blancos, el 6.93% eran afroamericanos, el 0.59% eran amerindios, el 0.08% eran asiáticos, el 9.36% eran de otras razas y el 3.88% pertenecían a dos o más razas o mestizos(as). Del total de la población el 99.29% eran hispanos o latinos de cualquier raza.